# Olivier Vantielcke
Olivier Vantielcke (né le 8 janvier 1959 à Bray-Dunes) est un coureur cycliste professionnel français. 

## Palmarès

### Amateur
- Amateur
  - 1974-1979 : 50 victoires
- 1978
  - Challenge Picon des Espoirs
  - Grand Prix de Lillers
  - Circuit du Pévèle
- 1979
  - Tour du Cambraisis
  - 2e de Paris-Roubaix amateurs

### Professionnel
- 1980
  - 3e des Boucles des Flandres